# Álex Villazán
Álex Villazán (Villaverde, Madrid, 20 de julio de 1993) es un actor español de cine, teatro y televisión conocido por interpretar a Miquel en Skam España y por ganar el Premio de la Unión de Actores y Actrices como mejor actor revelación de teatro en la vigésimo octava edición por su trabajo en El curioso incidente del perro a medianoche.

## Biografía
Desde pequeño despuntó con el jiu-jitsu, un arte marcial con la que en 2012 obtuvo el tercer puesto en el campeonato del mundo de Gante (Bélgica). Su actividad en la interpretación comienza de la mano de la directora y escenógrafa María José Pazos, tras lo que decide matricularse en la Escuela Municipal de Arte Dramático. Durante esta etapa de formación, comienza a compaginar sus estudios con su partición en series como BuenAgente, Cuéntame cómo pasó o El don de Alba.
En 2015 participa en su primer largometraje Como la espuma, de Roberto Pérez Toledo. En 2019 participa en la película de Alejandro Amenábar, Mientras dure la guerra y es elegido para interpretar a Christopher Boone en la versión teatral del libro El curioso incidente del perro a medianoche dirigido por José Luis Arellano García.
En 2020 se une al reparto de la serie de Telecinco y Amazon Prime Video, Caronte, protagonizada por Roberto Álamo y Miriam Giovanelli. Además, se incorpora como personaje principal a la serie de Movistar+ Skam España. Un año más tarde, se incorpora a serie de Netflix Alma, creada por Sergio G. Sánchez, junto a Mireia Oriol, Pol Monen o Milena Smit y protagoniza en teatro la obra Equus, de Peter Shaffer, con gran recepción de crítica y público.

## Filmografía

### Cine
| Año  | Título                                  | Rol              | Director                |
| ---- | --------------------------------------- | ---------------- | ----------------------- |
| 2017 | Como la espuma                          | Álvaro           | Roberto Pérez Toledo    |
| 2018 | Historias románticas (un poco) cabronas | Ben              | Alejandro González Ygoa |
| 2019 | Close to His Chest                      | Jota             | Carlos Ruano            |
| 2019 | Mientras dure la guerra                 | Policía Nacional | Alejandro Amenábar      |

### Televisión
| Año  | Título                             | Rol                | Canal                | Notas        |
| ---- | ---------------------------------- | ------------------ | -------------------- | ------------ |
| 2011 | BuenAgente                         | Extra              | La Sexta             | 2 episodios  |
| 2013 | El don de Alba                     | Gabriel Joven      | Telecinco            | 1 episodio   |
| 2015 | Águila Roja                        | Extra              | TVE                  | 1 episodio   |
| 2016 | La sonata del silencio             | Pedrito            | TVE                  | 2 episodios  |
| 2020 | Caronte                            | Guillermo Alfaro   | Prime Video / Cuatro | 13 episodios |
| 2020 | Skam España                        | Miquel             | Movistar+            | 10 episodios |
| 2022 | Alma                               | Tomás «Tom» Asiego | Netflix              | 9 episodios  |
| 2023 | Todas las veces que nos enamoramos | Iván               | Netflix              | 1 episodio   |

## Premios y nominaciones
Premio de la Unión de Actores y Actrices
| Año  | Categoría                          | Obra                                        | Resultado |
| ---- | ---------------------------------- | ------------------------------------------- | --------- |
| 2019 | Mejor actor revelación             | El curioso incidente del perro a medianoche | Ganador   |
| 2023 | Mejor actor protagonista en teatro | Equus                                       | Nominado  |